# تاريخ فنزويلا (1830-1908)
نالت فنزويلا استقلالها عن الإمبراطورية الإسبانية مبدئيًا كجزء من كولومبيا الكبرى، بعد حرب الاستقلال الفنزويلية (جزء من حروب استقلال أمريكا الإسبانية). أدت التوترات الداخلية إلى تفكك كولومبيا الكبرى في 1830/1831، مع إعلان فنزويلا استقلالها عام 1811. شهدت فنزويلا المستقلة خلال بقية القرن التاسع عشر تنافس مجموعة من الزعماء (الكوديلوس) على السلطة. ومن بين الشخصيات السياسية القيادية خوسيه أنطونيو بايث (شخصية قيادية خاصةً خلال الفترة 1829-1847)، وأنطونيو غوزمان بلانكو (1870-1887)، وسيبريانو كاسترو (1899-1908).
كانت الحرب الاتحادية (1858 - 1863) تحديدًا من بين سلسلة من التمردات دموية، وشهدت تأسيس نظام ولايات فنزويلا الحديث (التي حلت محل مقاطعات فنزويلا الموروث معظمها من الحقبة الاستعمارية). شهد مطلع القرن عدة أزمات دولية بارزة أسهمت في تطوير مبدأ مونرو في الولايات المتحدة: أزمة فنزويلا عام 1895 في عهد خواكين كريسبو (بشأن النزاع مع بريطانيا بشأن غويانا إسيكيبا) وأزمة فنزويلا 1902-1903 (بشأن رفض فنزويلا سداد الديون الخارجية) في عهد سيبريانو كاسترو.

## لمحة عامة
على عكس الاعتقاد السائد، لم تشهد فنزويلا في القرن التاسع عشر بعد الاستقلال حربًا أهلية مستمرة تبع فيها الزعيم الآخر دون ضوابط أو أسباب، وبطبيعة الحال، يقوم المنتصرون بتصفية المهزومين. كما هو الحال في الشؤون الإنسانية في أي مكان، تطورت أنماط الهيمنة والانهيارات والنهضات السياسية. جعلت الأسباب الجغرافية نفسها، التي مكنت من تشكيل فنزويلا ككيان قومي مستقل منفصل عن غرناطة الجديدة خلال الفترة الاستعمارية، فنزويلا دولة صعبة الحكم. تملك فنزويلا أقاليم مختلفة: الآنديز، والسهول الممتدة من الحدود مع غرناطة الجديدة إلى دلتا أورينوكو، وغويانا، وحوض ماراكيبو، ومنطقة كورو، ومنطقة باركيسيميتو، ووسط فنزويلا، التي شكلها محور كاراكاس فالينسيا والمناطق المحيطة به. تألفت سهول اللانوس نفسها من مناطق فرعية مختلفة: الجزء الشرقي الذي شمل منطقة كومانا (وجزيرة مارغريتا بالتوسيع)، وأبروي لانوس، ولانوس الوسطى والغربية. فصلت المناطق عن بعضها البعض إما بسلاسل جبلية مباشرة أو بتضاريس جبلية وعرة، باستثناء منطقة لانوس، حيث لا توجد حواجز جغرافية بينها. يرجع التمييز بين لانوس الشرقية والوسطى والغربية إلى السوابق والظروف السياسية. خاضت لانوس الشرقية وغويانا عمليًا حرب الاستقلال الخاصة بهما في إطار حرب الاستقلال الأوسع. كان لديهما منافذ إلى البحر أيضًا. امتلكت سهول لانوس المركزية والغربية، التي اعتبرت سياسيًا امتدادًا لكراكاس (باستثناء باريناس)، منافذ متفاوتة إلى المنطقة الوسطى. كان أبوري لانوس امتدادًا للانوس المركزية. وكانت لانوس الغربية، مع العاصمة باريناس، مقاطعة منفصلة عن كاراكاس، ولكنها في الواقع كانت (مثل أبوري) جزءًا من نفس المشهد الاجتماعي والعسكري والسياسي.
شهد الاستقلال أن فنزويلا هي أكثر بلدان أمريكا الإسبانية فقرًا. قدر عالم الطبيعة الألماني ألكسندر فون هومبولت عام 1800 عدد سكان مقاطعة فنزويلا بنحو مليون نسمة. وقُدّر عدد السكان حسب إحصاء أغوستينو كودازي، الضابط والمهندس الإيطالي الذي اختار فنزويلا موطنًا له، بـ 810,000، وسواء كانت هذه الأرقام موثوقة أم لا، فلا يمكن إنكار أنه بعد أكثر من عقد من الحرب المستمرة، لا بد أن عدد سكان فنزويلا قد انخفض، إن لم يكن بسبب الحروب نفسها، سيكون بسبب الظروف الاجتماعية غير المستقرة التي أوجدتها. لم يكن لدى فنزويلا أي وسيلة مواصلات خارج الكامينوس رياليس (الطرق الملكية) التي تعود للحقبة الاستعمارية. كان هناك طريق ملكي مرصوف بالحجارة من كاراكاس إلى لا غويرا وكانت هناك طرق ترابية تتقاطع وسط فنزويلا من كاراكاس إلى فالنسيا ومن الوسط إلى لانوس. وفي لانوس نفسها، كانت هناك مسارات صنعها رعاة الماشية من بلدة إلى أخرى. لم تكن الطرق في بقية فنزويلا أفضل من مسارات البغال التي اتبعت الخطوط الأقل مقاومة. بدأت كاراكاس في إعادة بناء نفسها عندما انتهت حرب الاستقلال، ولكن تدهورت المدينة بكل المعايير الاجتماعية القابلة للقياس، عن أوجها الاستعماري. لم يكن فيها أي شكل من أشكال المباني العامة. وكانت كاتدرائيتها تعتبر كنيسة ثانوية في المكسيك. بالنسبة للتنظيم الاجتماعي، ورثت فنزويلا الفروق الاستعمارية بين الأقلية البيضاء الحاكمة، والأغلبية من المحرومين الباردو (الملونين/ذوي الأصول المختلطة)، والعبيد. كانت الحكومة شأنًا محليًا في الغالب. وكانت البلاد ريفية بنسبة 90% أو أكثر، ومارس الزعماء الإقليميون سلطتهم بسبب حيازاتهم أراض ضخمة في المدن الصغيرة التي عملت في الأغلب كعواصم في كل المناطق. كانت كاراكاس، رغم عدم أهميتها النسبية كمدينة، رمزًا للسلطة السياسية واعتُبرت سيطرتها شرعية إلى حد ما. باختصار، لم تكن فنزويلا دولة متماسكة، لكن لم تكن القوى السياسية التي حددت تاريخها تعسفية أو فوضوية بالكامل.
كان لفنزويلا في السنوات السبعين منذ 1829 حتى 1899، حسب إحصاء رسمي واحد [بحاجة لمصدر]، ثلاثين ولاية رئاسية، ولكن استبعد هذا الإحصاء بعض الرئاسات الانتقالية التي تزيد الرقم إلى 41. في الواقع، خدم ستة عشر رئيسًا فقط ما مجموعه 28 ولاية غير انتقالية. ولا يمكن اعتبار فنزويلا دولة مستقرة خلال هذه الفترة: فقد وقعت ثلاثون حالة تمرد على الأقل، رغم أن معظمها لم ينجح. وكان النمط المعتاد هو أن يقوم زعيم محلي، أبيض عادةً، «بتجنيد» «جيش» من 100 شخص أو أكثر ويصدر إعلانًا «ثوريًا» متعجرفًا. إذا كان لهذا الزعيم قدر ما من الكاريزما، يمكنه تعيين زعماء آخرون إلى جانبه، يقومون مع مجندين باردو آخرين، بمسيرة إلى كاراكاس. إذا نجح في الاستيلاء على السلطة، يعتمد استمرار نجاحه على حصوله على زعماء آخرين لقمع التمردات الثانوية التي تنشأ ضده هنا وهناك. وكانت هناك سمات أخرى للملاحظة. لم تحدث حالات إعدام سياسية في فنزويلا باستثناء حالة بسيطة(؟) واحدة، وكأن الزعماء كانوا يتفاهمون ضمنيًا فيما بينهم. وكان كل الزعماء البارزين الذين يخشون الفشل إما يسجنون خصومهم، أو ينفونهم لمدة قصيرة. لكن هذه الامتيازات لم تمتد إلى الباردو، الذين كان من السهل تجنيدهم ومعاقبتهم ونسيانهم بمجرد وصول زعيم إلى السلطة.
جاءت سلسلة من الزعماء خلف كل منهم الآخر كرؤساء، في الفترة ما بين عامي 1830 و1899، معظمهم من لانوس، والمنطقة الشرقية، ومن ولاية فالكون الحالية. وتولى زعماء القبائل من مناطق الأنديز الرئاسة منذ 1899 حتى 1958.
يمكن تقريبًا تقسيم تاريخ فنزويلا في القرن التاسع عشر إلى الفترات التالية:
- صعود خوسيه أنطونيو بايث (1829-1847)، دعمه خلالها كارلوس سوبليت؛
- صعود موناغاس (1847-1858)
- الحرب الفيدرالية (1858-1863)
- الفترة الفدرالية (1863-1870)
- صعود أنطونيو غوزمان بلانكو، مع خواكين كريسبو كزعيم رئيسي داعم له (1870-1887)
- الرئاسات المدنية وصعود كريسبو (1887–1899)